# Johann Daniel Major

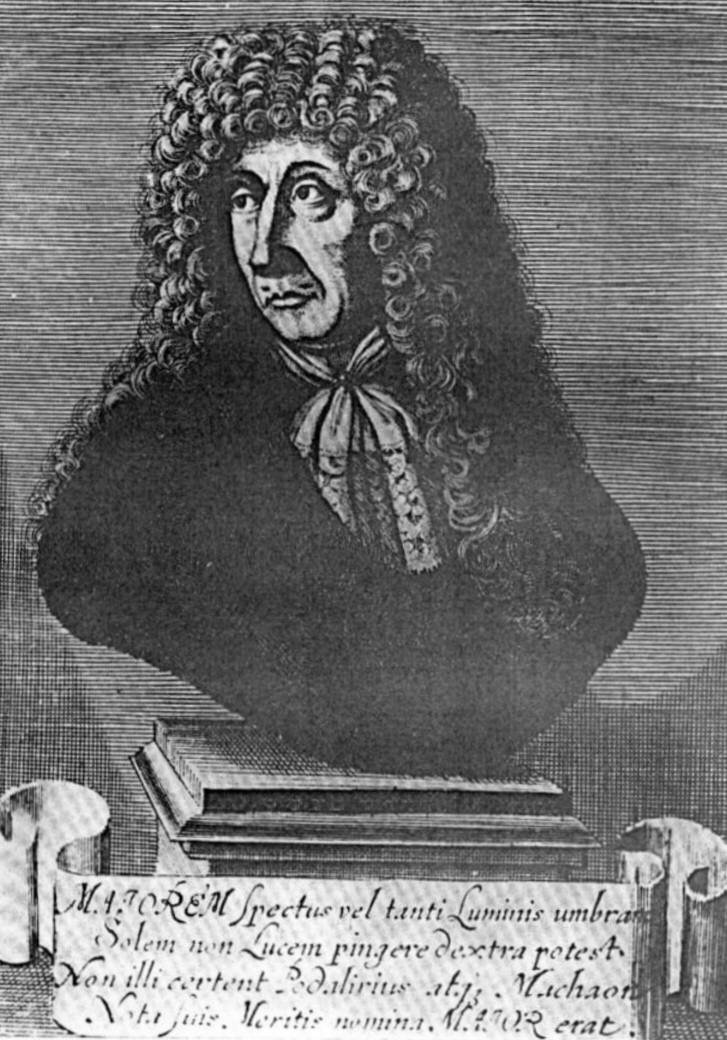
Retrato de Johan Daniel

Johann Daniel Major (16 de agosto de 1634, Breslavia – 26 de julio de 1693, Estocolmo) fue un profesor alemán y profesor de medicina teórica, naturalista, coleccionista y fundador de la museología.
Desde 1654 a 1658, Johann Daniel Major estudió en la Universidad de Wittenberg, graduándose en 1659 con maestría en medicina. Posteriormente, viajó a Italia, donde obtuvo otro título en la Universidad de Padua por la tesis "Descripción del ave Albatros y otras observaciones curiosas". Desde 1661 a 1663, ejerció como médico en Wittenberg, trasladándose en 1663 a Hamburgo, donde fue médico de la peste negra y escribió publicaciones médicas. En 1666, realizó la primera disección pública de un cadáver humano en la actual Kiel. En 1667, fue nombrado supervisor del jardín botánico de la Universidad de Kiel. Desde 1673 a 1682, también se dedicó a las antigüedades y a la historia natural, creando grandes colecciones y, desde 1685 a 1692, fundó el Museo de los Cimbrios, realizando excavaciones arqueológicas y estudiando la fauna y flora de la región. Cuando fue a Suecia a tratar a la reina, esta le infectó y murió. Como puede observarse de su lista de publicaciones, se trataba de un polímata.

## Obras
- Übersetzung und Herausgabe René Decartes Explicatio (1672)
- Festrede auf Kaiser Leopold zur Befreiung Wiens (1684)
- Laurifolia Veneta. Epigramme aus dem Stegreif zum Lobe Venedigs Padua (1660)
- Epistola de oraculis medicinae Wittenberg (1663)
- Prodromus Chirurgiae Infusoriae Leipzig (1664)
- Der ersten Kieler Anatomie vorher angekündigtes Programm über den menschlichen Körper Kiel (1666)
- Programm einer Vorlesung über Botanik Kiel (1667)
- Memoriale Anatomico-miscellanum Kiel (1669) (Description of his anatomy collection);
- Denkschrift über den neu errichteten Botanischen Garten an der Universität Kiel Kiel (1669)
- Renati Descartes Explicatio machinarum vel instrumentorum Kiel (1672)
- Katalog der Pflanzen Kiel (1673)
- Catalogus oder Index Alphabeticus von Kunst, Antiquitäten, Schatz und fürnehmlich Naturalien-Kammern, Conclavia, Musea, Repositoria, oder auch nur kleinere Serinia Rerum Naturalium Selectorum Kiel (1674)
- Unvorgreiffliches Bedenken von Kunst und Naturalienkammern insgemein Kiel (1674)
- Vorstellung etlicher Kunst und Naturalienkammern in Africa und an den Gränzen Europae Kiel (1674)
- Vorstellung etlicher Kunst und Naturalienkammern in America und Asia Kiel (1674)
- Vorstellung etlicher Kunst und Naturalienkammern in Italien, zu Neapol und Alt Rom Kiel (1675)
- Genius errans sive De Ingeniorum in scientiis abusu dissertatio Kiel (1677)
- Der irrende Genius oder über den Missbrauch des Talents in der Wissenschaft Kiel (1678)
- Grosser Reichtum zusammengebracht aus den meisten Schätzen der Welt, oder Poetischer Interims Diskurs von Kunst und Naturalien Kammern, einem dergleichen Dinge wohlerfahrenen guten Freude zugeeignet Kiel (1679)
- Vermutungen über eine Münze des sächsischen Königs Otto Kiel (1682)
- Über Münzen mit griechischen Inschriften Kiel (1685)
- Kurzer Vorbericht, betreffend D. Johann Daniel Majors Museum Cimbricum oder insgemein so-gennate Kunst Kammer mit darzugehörigen Conferenz-Saal Plön (1688)
- Musei Cimbrici cum contentis in eo rebus selectioribus privatim declarandi, Kiel (1689)